# Tomáš Hübschman
Tomáš Hübschman (Praga, 4 de setembro de 1981) é um ex-futebolista tcheco.

## Carreira

### Sparta Praga
Antes de ingressar no Shakhtar, no Verão de 2004, Hübschman jogou no Sparta Praga. Hübschman primeiro veio a proeminência Jablonec após entrar em um empréstimo. Depois de ganhar comentários positivos, ele retornou ao Sparta Praga, onde foi uma regularidade em suas 02/03 UEFA Champions League correr, jogou onze jogos. Na temporada 2003/04 ele ajudou o clube aos quartos-de-final da UEFA Champions League 03/04 e terminou a temporada ajudando Esparta vencer a Taça Checa batendo ferozes rivais BANIK Ostrava 2-1.

### Shakhtar Donetsk
Depois de várias temporadas bem sucedidas na sua terra natal, Hübschman aderiram Shakhtar Donetsk, para uma taxa de € reportados 3m. Imediatamente Hübschman fez um impacto, tornando-se uma regularidade na equipe e ganhou 2 títulos na sua primeira liga duas temporadas.

## Seleção
Ele representou a Seleção Checa de Futebol, na Eurocopa de 2004. 

## Títulos
Sparta Praga
- Taça Checa: 2000, 2003
- Copa Tcheca: 2004

 Shakhtar Donetsk
- Premier League da Ucrânia: 2005, 2006, 2008, 2010, 2011, 2012, 2013
- Copa da Ucrânia: 2008, 2011, 2012
- Supercopa da Ucrânia: 2005, 2008, 2010
- Copa da UEFA: 2008-09